# The Unraveling (EP)
Pour les articles homonymes, voir Unraveling.
Albums de Dir En Grey
Dum Spiro Spero
(2011) Arche
(2014)
The Unraveling (ジ・アンラヴェリング) (stylisé THE UNRAVELING) est un EP du groupe de rock japonais Dir En Grey sorti le 3 avril 2013.

## Liste des titres
Toutes les paroles sont écrites par Kyo, toute la musique est composée par Dir En Grey.
| 1. | Unraveling                                    | 4:42 |
| 2. | Karma (業) (de Kaede: If Trans...)            | 3:43 |
| 3. | Kasumi (かすみ) (de l'album Vulgar)           | 4:09 |
| 4. | Karasu (鴉) (de l'album Kisou)                | 5:36 |
| 5. | Bottom of the Death Valley (de l'album Kisou) | 6:25 |
| 6. | Unknown.Despair.Lost (du single Jealous)      | 4:47 |
| 7. | THE FINAL (de l'album Withering to Death.)    | 4:15 |

| 1. | MACABRE                     | 16:18 |
| 2. | Unraveling (Unplugged Ver.) | 5:04  |
| 3. | THE FINAL (Unplugged Ver.)  | 5:50  |

| 1. | THE UNRAVELING (Scenes From Recording) |  |

| 1. | Rinkaku (輪郭) (Shot In One Take)                                                                       |  |
| 2. | Kiri to Mayu (霧と繭) (Shot In One Take)                                                                |  |
| 3. | Shitataru Mourou (滴る朦朧) [LIVE] (enregistré au TOKYO INTERNATIONAL FORUM HALL A le 25 décembre 2012) |  |
| 4. | Juuyoku (獣慾) [LIVE] (enregistré au TOKYO INTERNATIONAL FORUM HALL A le 25 décembre 2012)              |  |
| 5. | INTERVIEW ON THE UNRAVELING                                                                             |  |
| 6. | THE UNRAVELING (Scenes From Recording)                                                                  |  |